# Meta (Włochy)
Meta – miejscowość i gmina we Włoszech, w regionie Kampania, w prowincji Neapol.
Według danych na rok 2019 gminę zamieszkiwało 7968 osób, 3848 os./km².